# Каргатський район
Карга́тський район — муніципальне утворення в Новосибірській області  Росії.
Адміністративний центр — місто Каргат.

## Географія
Район розташований в центральній частині Новосибірської області. Межує c Убінським, Чулимським, Кочковським і Доволенським районами. Територія району за даними на 2008 рік — 539,6 тис. га, в тому числі сільгоспугіддя — 369,4 тис. га (68,4 % всієї площі).
На території району знаходиться Убінське озеро, основні річки:  Каргат і Чулим.

## Історія
Район утворений 12 вересня 1924 року на основі Каргацького повіту Новомиколаївської губернії.

## Економіка
Сільське господарство є провідним сектором економіки району, на його частку припадає близько 80 %. Сільськогосподарським виробництвом займається 13 підприємств, 2 установи (ПУ-94, Ф-Каргатскій середня школа), одне СФГ, приватне підприємство з виробництва сільськогосподарської продукції і більше 5000 ЛПГ, в тому числі 2820 в сільській місцевості.
Промисловість представлена кількома великими підприємствами: ЗАТ «М'ясокомбінат „Каргацький“», ЗАТ «Каргацький Промкомбінат», ТОВ «Телець». В районі є 5 приватних хлібопекарень, пельменний цех ТОВ «Сибхімком» і 3 пилорами. Слід зазначити, що обсяг промислового виробництва в загальному обсязі валової продукції, товарів, робіт і послуг по району займає лише 2,5 %.

## Населення
| 2002    | 2009    | 2010    | 2011    | 2012    | 2013    | 2014    |
| ------- | ------- | ------- | ------- | ------- | ------- | ------- |
| 22 025  | ↘19 647 | ↘19 269 | ↘18 139 | ↘17 753 | ↘17 294 | ↘17 004 |
| 2015    | 2016    | 2017    | 2018    | 2019    |         |         |
| ↘16 839 | ↘16 649 | ↘16 522 | ↘16 198 | ↘15 847 |         |         |